# (1558) Järnefelt
(1558) Järnefelt ist ein Asteroid des Hauptgürtels, der am 20. Januar 1942 von der finnischen Astronomin Liisi Oterma in Turku entdeckt wurde.
Der Asteroid wurde nach dem finnischen Astronomen Gustaf Järnefelt benannt.